# Loudéac
Loudéac est une commune française située dans le département des Côtes-d'Armor, en région Bretagne.
Ses habitants sont appelés les Loudéaciens et les Loudéaciennes.

## Géographie

### Localisation
Loudéac est située en Argoat, à vol d'oiseau à 20 km au nord-est de Pontivy, à 37,4 km au sud de Saint-Brieuc, à 58,1 km au nord de Vannes, à 80 km à l'ouest de Rennes et à 382,8 km à l'ouest-sud-ouest de Paris.
La commune a une superficie de 8 024 ha dont 1 096 ha de bois[Quand ?]. La vaste forêt de Loudéac (2 500 ha) s'étend en partie sur la partie nord de la commune.
| - Carte de la commune de Loudéac dans son environnement géographique. |

### Communes limitrophes
| Trévé                    | Trévé La Motte             | La Motte      |
| Saint-Caradec            | Loudéac                    | La Prénessaye |
| Hémonstoir Saint-Gonnery | Saint-Barnabé Saint-Maudan | Saint-Barnabé |

### Villages, hameaux, lieux-dits, écarts
Beauval, Bas-Guingamp, la Bellière, le Bocage, Bodin, le Bois, Bois-de-Corno, Breil de Saint-Maurice, le Diffaut, Galand, la Grange, le Haut-Breil, l'Impiguet, Kerblanc, Kerdervé, Kerneleuc, Kersuguet, Lande-aux-Eaux, Menec, la Noë-Blanche, la Peyrouse, Quilliampe, le Rez Saint-Hovec, Saint-Maurice, le Tannouer, le Tiernez, Trahelleuc, Trémuson, Truquez, Ville-au-Fèvre, Villio, Ville-Morvan, Ville-Hervé, Ville-Donnio, Ville-ès-Prévelles, Saint-Bugan, Saint-Hovec.

### Hydrographie
Pour un article plus général, voir Réseau hydrographique des Côtes-d'Armor.
La commune est située dans le bassin Loire-Bretagne. Elle est drainée par l'Oust, le Larhon, le Frameux et un autre petit cours d'eau,.
L'Oust, d'une longueur de 145 km, prend sa source dans la commune de La Harmoye et se jette  dans la Vilaine à Rieux, après avoir traversé 46 communes.  Les caractéristiques hydrologiques de l'Oust sont données par la station hydrologique située sur la commune de Hémonstoir. Le débit moyen mensuel est de 3,21 m3/s. Le débit moyen journalier maximum est de 45,4 m3/s, atteint lors de la crue du 22 janvier 1995. Le débit instantané maximal est quant à lui de 51,7 m3/s, atteint le 1er janvier 2014.

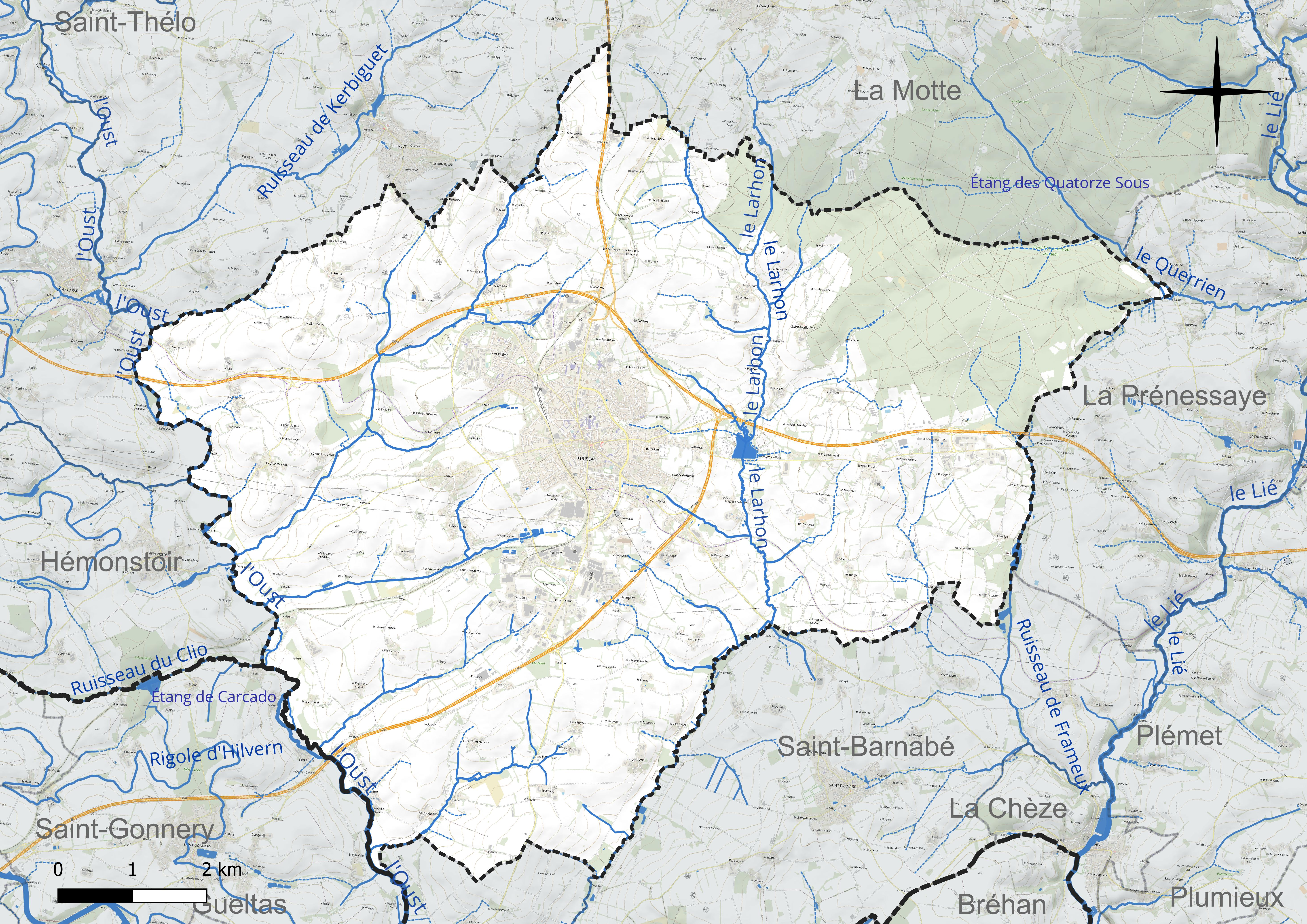
Réseau hydrographique de Loudéac.

Le Larhon, d'une longueur de 19 km, prend sa source dans la commune de La Motte et se jette  dans le canal de Nantes à Brest à Rohan, après avoir traversé cinq communes. 

### Transports et voies de communication
Loudéac, 7e ville des Côtes-d'Armor en nombre d'habitants[Quand ?], occupe une position stratégique au cœur de la Bretagne et au croisement des grands axes routiers : axe centre breton (Nationale 164), axe Saint-Brieuc-Vannes (Départementale 700).
Elle se situe à :
- 40 minutes de Saint-Brieuc ;
- 1 heure de Vannes et de Lorient ;
- 1 h 10 de Rennes ;
- 1 h 30 de Quimper ;
- 1 h 45 de Brest ;
- 2 heures de Nantes.

La commune est desservie par les autocars TER Bretagne reliant Saint-Brieuc, Rennes, Pontivy, Lorient et Vannes. Certains services étaient auparavant assurés en train, mais la section Loudéac - Pontivy a fermé en 1988 et celle entre Saint-Brieuc et Loudéac, interrompue le 31 août 2006 pour permettre des travaux sur la RN 164, n'a toujours pas été remise en service.

### Cadre géologique

Carte géologique du Massif armoricain.

Loudéac est situé au cœur du domaine centre armoricain, unité géologique du Massif armoricain qui correspond à une structure s'allongeant sensiblement en direction W-E, depuis la baie de Douarnenez jusqu'au bassin de Laval. S'opposant aux bas plateaux littoraux méridionaux et septentrionaux, ce bassin sédimentaire est principalement constitué de schistes briovériens (sédiments détritiques essentiellement silto-gréseux issus de l'érosion du segment occidental de la chaîne cadomienne, accumulés sur plus de 15 000 m d'épaisseur et métamorphisés), formant un socle pénéplané sur lequel repose en discordance, dans sa partie orientale, des formations paléozoïques sédimentaires.

### Climat
Le climat qui caractérise la commune est qualifié, en 2010, de « climat océanique franc », selon la typologie des climats de la France qui compte alors huit grands types de climats en métropole. En 2020, la commune ressort du type « climat océanique » dans la classification établie par Météo-France, qui ne compte désormais, en première approche, que cinq grands types de climats en métropole. Ce type de climat se traduit par des températures douces et une pluviométrie relativement abondante (en liaison avec les perturbations venant de l'Atlantique), répartie tout au long de l'année avec un léger maximum d'octobre à février.
Les paramètres climatiques qui ont permis d’établir la typologie de 2010 comportent six variables pour les températures et huit pour les précipitations, dont les valeurs correspondent à la normale 1971-2000. Les sept principales variables caractérisant la commune sont présentées dans l'encadré ci-après.
| Paramètres climatiques communaux sur la période 1971-2000 - Moyenne annuelle de température : 11 °C - Nombre de jours avec une température inférieure à −5 °C : 1,4 j - Nombre de jours avec une température supérieure à 30 °C : 1,2 j - Amplitude thermique annuelle : 11,9 °C - Cumuls annuels de précipitation : 892 mm - Nombre de jours de précipitation en janvier : 13,8 j - Nombre de jours de précipitation en juillet : 6,6 j |

Avec le changement climatique, ces variables ont évolué. Une étude réalisée en 2014 par la Direction générale de l'Énergie et du Climat complétée par des études régionales prévoit en effet que la température moyenne devrait croître et la pluviométrie moyenne baisser, avec toutefois de fortes variations régionales. La station météorologique de Météo-France installée sur la commune et mise en service en 1987 permet de connaître l'évolution des indicateurs météorologiques. Le tableau détaillé pour la période 1981-2010 est présenté ci-après.
| Mois                                  | jan.           | fév.             | mars          | avril         | mai           | juin           | jui.          | août           | sep.          | oct.          | nov.          | déc.          | année     |
| ------------------------------------- | -------------- | ---------------- | ------------- | ------------- | ------------- | -------------- | ------------- | -------------- | ------------- | ------------- | ------------- | ------------- | --------- |
| Température minimale moyenne (°C)     | 2,7            | 2,8              | 4,1           | 5,2           | 8,6           | 10,9           | 12,8          | 12,7           | 10,5          | 8,5           | 5,1           | 2,9           | 7,3       |
| Température moyenne (°C)              | 5,6            | 6,2              | 8,2           | 9,7           | 13,3          | 15,8           | 17,7          | 17,8           | 15,4          | 12,3          | 8,3           | 5,8           | 11,4      |
| Température maximale moyenne (°C)     | 8,6            | 9,6              | 12,2          | 14,2          | 17,9          | 20,7           | 22,7          | 23             | 20,2          | 16,1          | 11,5          | 8,6           | 15,5      |
| Record de froid (°C) date du record   | −11 02.01.1997 | −10,4 08.02.1991 | −7,4 01.03.05 | −3 03.04.1996 | −1,1 05.05.19 | 2,1 04.06.1991 | 5,2 30.07.15  | 4,8 28.08.1998 | 2,2 29.09.07  | −4 30.10.1997 | −5,2 29.11.10 | −8 29.12.1996 | −11 1997  |
| Record de chaleur (°C) date du record | 16,6 27.01.03  | 21,2 27.02.19    | 23,9 19.03.05 | 27 15.04.15   | 30,7 24.05.10 | 34,2 22.06.03  | 36,2 23.07.19 | 37,9 09.08.03  | 31,3 03.09.05 | 28,7 01.10.11 | 19,9 01.11.15 | 16,5 19.12.15 | 37,9 2003 |
| Précipitations (mm)                   | 104,8          | 82,3             | 64,2          | 68,7          | 64,6          | 53,7           | 51,8          | 47,6           | 65,9          | 100,7         | 96            | 101           | 901,3     |

## Urbanisme

### Typologie
Au 1er janvier 2024, Loudéac est catégorisée petite ville, selon la nouvelle grille communale de densité à 7 niveaux définie par l'Insee en 2022.
Elle appartient à l'unité urbaine de Loudéac, une unité urbaine monocommunale constituant une ville isolée,. Par ailleurs la commune fait partie de l'aire d'attraction de Loudéac, dont elle est la commune-centre,. Cette aire, qui regroupe 22 communes, est catégorisée dans les aires de moins de 50 000 habitants,.

### Occupation des sols

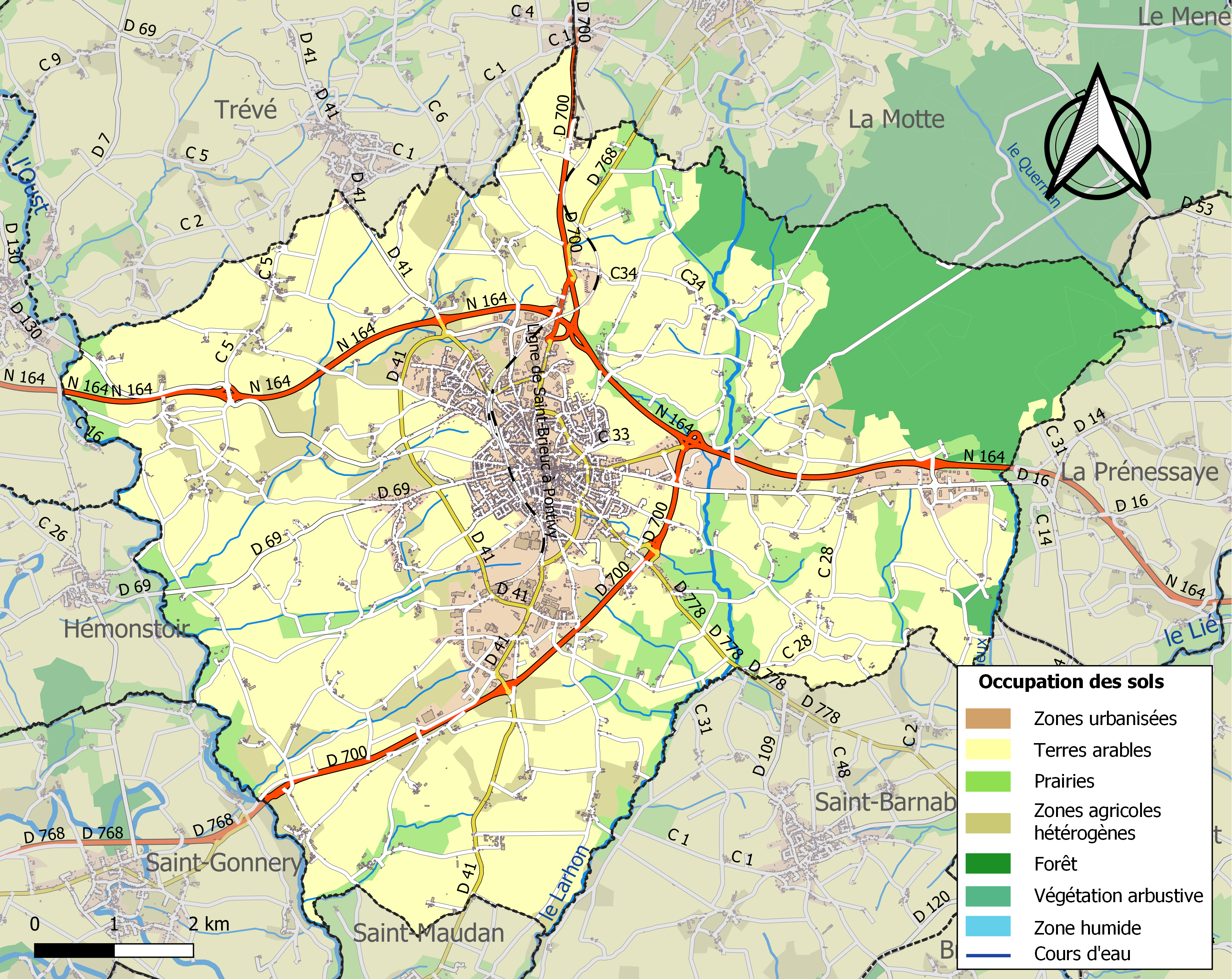
Carte des infrastructures et de l'occupation des sols de la commune en 2018 (CLC).

Le tableau ci-dessous présente l' occupation des sols de la commune en 2018, telle qu'elle ressort de la base de données européenne d’occupation biophysique des sols Corine Land Cover (CLC).
| Type d’occupation                                                                   | Pourcentage | Superficie (en hectares) |
| ----------------------------------------------------------------------------------- | ----------- | ------------------------ |
| Tissu urbain continu                                                                | 0,3 %       | 25                       |
| Tissu urbain discontinu                                                             | 4,6 %       | 374                      |
| Zones industrielles ou commerciales et installations publiques                      | 5,3 %       | 438                      |
| Réseaux routiers et ferroviaires et espaces associés                                | 0,6 %       | 52                       |
| Équipements sportifs et de loisirs                                                  | 0,7 %       | 58                       |
| Terres arables hors périmètres d'irrigation                                         | 54,5 %      | 4464                     |
| Prairies et autres surfaces toujours en herbe                                       | 10,5 %      | 858                      |
| Systèmes culturaux et parcellaires complexes                                        | 10,1 %      | 830                      |
| Surfaces essentiellement agricoles interrompues par des espaces naturels importants | 1,4 %       | 117                      |
| Forêts de feuillus                                                                  | 1,2 %       | 98                       |
| Forêts de conifères                                                                 | 2,4 %       | 196                      |
| Forêts mélangées                                                                    | 8,3 %       | 682                      |
| Source : Corine Land Cover                                                          |             |                          |

## Toponymie
Le nom de la localité est attesté sous les formes Locduiac en 1059, Lodiac[ensis pagus] en 1145,.
Les toponymistes ne s'accordent pas sur l'origine du toponyme :
- Joseph Loth propose une forme latine hypothétique *Lucoteiacum sans lui donner de signification particulière[25] ;
- Albert Dauzat qui ne cite que la seconde forme Lodiacensis, voit en elle le type toponymique gallo-romain Laudiacum (le suffixe latin -ensis, parasite, sert dans les textes médiévaux à former des adjectifs dérivés des noms de villages ou de tribus), basé sur le nom d'homme latin Laudius suivi du suffixe -acum d'origine gauloise. Ils comparent à Lohéac (Ille-et-Vilaine) et Loué (Sarthe, de Loiaco au Xe siècle)[26] ;
- Ernest Nègre se base sur la forme la plus ancienne pour suggérer un nom en Loc-, appellatif toponymique issu du breton loc « lieu saint, sanctuaire » (cf. lok). Il émet l'hypothèse d'un anthroponyme breton Tovoc pour expliquer le second élément -diciac ;
- Hervé Abalain reprend l'hypothèse d'un nom de domaine gallo-romain, composé du nom de personne Lucotius, suivi du suffixe -acos[27] (qui est une autre manière de noter le suffixe -acum déjà évoqué précédemment).

Ces interprétations contradictoires soulèvent des interrogations. Celle de Dauzat nécessite le rejet de la forme la plus ancienne, même si elle peut partiellement justifier phonétiquement la forme Loudéac. En effet, l'évolution phonétique romane a souvent été arrêtée en Haute-Bretagne, notamment à cause du passage transitoire à la langue bretonne, d'où le maintien du [d] intervocalique, alors qu'il se serait normalement complètement amuï en langue d'oïl. On constate le même phénomène pour la terminaison -ac, dont l'évolution aurait dû se faire en -é à l'ouest (éventuellement en -ey / -ay). On aurait donc affaire à un homonyme de Loué. D'ailleurs, s'il ne s'agit pas d'une forme refaite artificiellement, la forme bretonne Lozaog va dans ce sens : alors que le breton cessait d'être parlé à Loudéac, donc que le toponyme se figeait sous une forme archaïque en français, il a continué d'évoluer phonétiquement en breton, là où cet idiome était encore parlé. L'évolution de [d] en [z] est une caractéristique propre à cette langue. Quant à l'explication d'Ernest Nègre, elle repose sur un anthroponyme breton qui semble à la fois éloigné de l'élément -diciac de la forme la plus ancienne et de l'élément -déac de la forme moderne. De plus, généralement, les noms de personnes en -oc ont d'abord évolué en -euc puis à partir de 1500 - 1600 en -ec (comme St-Caradec, encore bretonnant en 1806). Ce qui signifie qu'il postule une confusion de suffixe -oc remplacé par -ac. Joseph Loth et Hervé Abalain proposent tous deux une forme primitive hypothétique *Lucoteiacum pour le premier et *Lucotiacos pour le second, ce qui revient au même, donc un « domaine de Lucotius ». Ce faisant, ils rejettent implicitement la forme du second élément -diciac comme une cacographie, le premier c ne pouvant pas s'être amuï en position intervocalique pour aboutir à -déac. Selon Xavier Delamarre, le nom de personne Lucotios (= Lucotius) est gaulois, tout comme le suffixe, ce qui en fait un nom de lieu gaulois du type *Lucot-iācon « domaine de Lucotios » ou éventuellement « lieu à souris » (Lucot- « souris » cf. breton logod(enn), même sens), qui explique aussi Ligugé (Locoteiaco au VIe siècle).
Loudéac possède un nom en gallo, la langue d'oïl locale : Loudia et se nomme Loudieg en breton.

## Histoire

### Préhistoire
Entre 1959 et 1967, quatre dépôts de haches à douille armoricaines datées de l'Âge du bronze final sont découverts sur le territoire de la commune aux lieux-dits La Bellière (80 haches), Saint-Bugan (environ 800 haches), au Clos-Reland (13 haches) et à Limpiquel (42 haches).

### Moyen Âge
Jadis simple rendez-vous de chasse en forêt, c'est seulement vers le xie siècle que la fondation de Loudéac est vraiment reconnue. Ville renommée pour ses foires et ses marchés au Moyen Âge, elle est longtemps aux mains des vicomtes de Rohan.[réf. nécessaire]

### Époque moderne
Lors des Guerres de Religion, en 1591, la Bataille des Trois Croix voit la victoire du marquis Jean V de Coëtquen, partisan du roi de France, contre les ligueurs de Jean d'Avaugour qui tentent de prendre le château de Loudéac.
Les XVIIe et XVIIIe siècles sont prospères grâce au commerce des « toiles de Bretagne » qui s'exportaient jusqu'en Amérique. À la campagne, la population s'adonne aux travaux agricoles l'été et à la fabrication des toiles l'hiver. Loudéac, pays de tisserands, connut alors son apogée. Le déclin s'amorce dès la révolution industrielle et dure près d'un siècle.

### Révolution française
La ville est le chef-lieu du district de Loudéac de 1790 à 1800.

### LeXIXesiècle
Jules Janin (1804-1874) relate dans son voyage en Bretagne paru en 1862 :

« Loudéac fut le berceau d’une industrie importante. En 1567, les artisans de la Flandre, chassés de leur patrie par la flamme et le meurtre, vinrent  s’établir dans ces parages, apportant, digne récompense de l’hospitalité qui leur fut accordée, l’industrie des arts utiles et surtout l’art du tisserand. Cette industrie fille des Flandres heureuses, prospéra et s’étendit dans la Bretagne, étonnée d’une vie plus facilement gagnée. Les toiles de Loudéac furent recherchées dans la province entière. Quintin, Uzel, Le Quillio, La Motte, Moncontour, se hâtèrent d’imiter Loudéac, et bientôt les tisserands bretons rivalisèrent avec les meilleurs ouvriers de la Flandre sur tous les marchés de l'Europe. On exportait des toiles bretonnes dans les Indes, en Portugal, dans l’Espagne surtout. Aujourd'hui, l’Espagne est ruinée ; l’Angleterre, par ses machines qui font en un jour le travail d’une année, a envahi les marchés des deux mondes ; la mécanique, force aveugle et sans cœur, qui tue le travail des hommes, vapeur brûlante qui brise, a brisé dans la main désarmée des jeunes filles la quenouille, l’honneur et la fortune sainte du foyer domestique.
Ainsi la force a remplacé l’intelligent travail qui remplissait la chaumière du bien-être et de chansons. Pourtant les tisserands et les fileurs de Bretagne ne s’avouent pas encore vaincus. Ils restent fidèles à leurs vieux métiers, ils s’obstinent à filer cette ingrate quenouille. Or ce métier, qui était jadis une fortune, à peine s’il donne aujourd’hui le pain noir de chaque jour ! »

— Jules Janin, La Bretagne
« Donc, dépêchons-nous pendant qu’il reste un morceau de la vieille terre avec quelques bonnes gens dessus. Je vais te raconter peut-être la dernière histoire du pays des grandes pierres et des chênes tordus qui respire le sel de la mer en mangeant du blé noir et en buvant des pommes ».
Le poste de sous-préfet de Loudéac est décrit le 24 janvier 1873 comme « un poste peu envié où l'on sollicite généralement une faveur de ne pas y être envoyé. La vie qu'on y mène est tellement monotone et triste ».
La ville a été desservie par la gare de Loudéac, ouverte en 1872 sur l'ancienne ligne de Saint-Brieuc à Pontivy, et l'un des points névralgiques des lignes de chemin de fer secondaire à voie métrique de Saint-Méen à Loudéac et de Carhaix à Loudéac, ouvertes en 1902/1904 et fermées en 1967. Elles constituaient une partie du défunt Réseau breton, avec une liaison qui allait de Carhaix à La Brohinière.

### LeXXesiècle

#### Les guerres duXXesiècle
Le Monument aux morts de Loudéac porte les noms de 271 soldats morts pour la France :
- 217 sont morts durant la Première Guerre mondiale ;
- 47 sont morts durant la Seconde Guerre mondiale ;
- 5 sont morts durant la guerre d'Algérie ;
- 2 sont morts durant la guerre d'Indochine.

#### L'après Seconde Guerre mondiale
Ancienne sous-préfecture des Côtes-du-Nord, Loudéac, « capitale » du Centre Bretagne, connaît un véritable renouveau économique à partir des années 1960 avec l'implantation, pendant les mandats municipaux du docteur Étienne, de grands groupes industriels comme Olida et Duquesne-Purina.

## Politique et administration

### Rattachements administratifs et électoraux
La ville a été de 1801 à 1926 le chef-lieu de l'arrondissement de Loudéac du département des Côtes-d'Armor (autrefois dénommé Côtes-du-Nord). Depuis cette date, elle fait partie de l'arrondissement de Saint-Brieuc.
Pour l'élection des députés, elle fait partie depuis 1958 de la troisième circonscription des Côtes-d'Armor.
Elle était depuis 1793 le chef-lieu du canton de Loudéac. Dans le cadre du redécoupage cantonal de 2014 en France, ce canton, dont la ville est désormais le bureau centralisateur, a été profondément modifié.

### Intercommunalité
La commune était membre depuis 1990, du SIDERAL (Syndicat Intercommunal pour le développement de la région et des agglomérations de Loudéac). Celui-ci se transforme en 1994 en Communauté intercommunale pour le développement de la région et des agglomérations de Loudéac (CIDERAL).
Le CIDERAL fusionne avec sa voisine pour former, le 1er janvier 2017, la communauté de communes Loudéac Communauté − Bretagne Centre, dont la commune est désormais membre.

### Tendances politiques et résultats
La liste menée par le maire sortant, Bruno Le Bescaut, lors des élections municipales de 2020 dans les Côtes-d'Armor remporte le scrutin dès le premier tour, avec 62,20 % des suffrages exprimés, devançant largement celle menée par Christophe Le Ho, qui obtient 37,8 % des suffrages.

### Politique locale
À la suite de dissensions au sein du conseil municipal, plusieurs maires-adjoints et conseillers municipaux de la majorité ont démissionné en 2016, entraînant l'organisation d'une nouvelle élection municipale en juin 2016 à laquelle il ne se représente pas et soutient son ex-premier maire-adjoint, Christophe Le Ho. Le second tour du 26 juin 2016 voit le succès, à 11 voix près, de la liste de gauche conduite par Bruno Le Bescaut.

### Liste des maires
Depuis 1944, huit maires se sont succédé à la tête de la commune.
| Période        | Période                    | Identité         | Étiquette              | Qualité |
| -------------- | -------------------------- | ---------------- | ---------------------- | --- |
| 1944           | 1944                       | Joseph Chapron   |                        | Instituteur et directeur d'école, éditeur |
| septembre 1944 | mai 1945                   | Henri Le Vézouët |                        | Vétérinaire Ancien député des Côtes-du-Nord (1928 → 1936) |
| mai 1945       | décembre 1955              | Henri Cordier    | RPF puis CNI           | Négociant, ancien contrôleur des contributions directes Sénateur des Côtes-du-Nord (1948 → 1959) Conseiller général de Loudéac (1949 → 1961) Démissionnaire pour raison de santé                         |
| décembre 1955  | septembre 1979             | Pierre Étienne,  | DVD                    | Chirurgien hospitalier Conseiller général de Loudéac (1967 → 1985) Conseiller régional (1973 → 1976) Démissionnaire                                                                                      |
| septembre 1979 | mars 1989                  | Yves Ropers      | DVD                    | Ancien directeur de la société Duquesne-Purina |
| mars 1989      | mars 2001                  | Didier Chouat    | PS                     | Professeur de collège retraité Député des Côtes-du-Nord puis d'Armor (3e circ.) (1981 → 1993 et 1997 → 2002) Conseiller général de Loudéac (1985 → 1992) Vice-président du conseil général (1985 → 1992) |
| mars 2001      | juillet 2016               | Gérard Huet,     | Centre gauche puis DVD | Professeur de lycée Conseiller général de Loudéac (2004 → 2015) Vice-président du CIDERAL (? → 2016) |
| juillet 2016,  | En cours (au 13 juin 2020) | Bruno Le Bescaut | DVG puis LREM-RE (TdP) | Directeur de site industriel Vice-président de la CC Loudéac Communauté − Bretagne Centre (2017 → ) Réélu pour le mandat 2020-2026                                                                       |

### Distinctions et labels
Loudéac est une ville fleurie ayant obtenu quatre fleurs en 2018, au concours des villes et villages fleuris.

### Jumelages
Loudéac est jumelée depuis 1983 avec Büdingen (Hesse) en Allemagne.

## Population et société

### Démographie
L'évolution du nombre d'habitants est connue à travers les recensements de la population effectués dans la commune depuis 1793. Pour les communes de moins de 10 000 habitants, une enquête de recensement portant sur toute la population est réalisée tous les cinq ans, les populations de référence des années intermédiaires étant quant à elles estimées par interpolation ou extrapolation. Pour la commune, le premier recensement exhaustif entrant dans le cadre du nouveau dispositif a été réalisé en 2007.

En 2022, la commune comptait 9 875 habitants, en évolution de +2,94 % par rapport à 2016 (Côtes-d'Armor : +1,78 %, France hors Mayotte : +2,11 %).
| 1793  | 1800  | 1806  | 1821  | 1831  | 1836  | 1841  | 1846  | 1851  |
| ----- | ----- | ----- | ----- | ----- | ----- | ----- | ----- | ----- |
| 6 594 | 6 096 | 5 869 | 6 481 | 6 736 | 6 865 | 6 521 | 6 616 | 6 229 |

| 1856  | 1861  | 1866  | 1872  | 1876  | 1881  | 1886  | 1891  | 1896  |
| ----- | ----- | ----- | ----- | ----- | ----- | ----- | ----- | ----- |
| 6 089 | 6 081 | 6 072 | 5 993 | 5 901 | 5 893 | 5 899 | 5 913 | 5 759 |

| 1901  | 1906  | 1911  | 1921  | 1926  | 1931  | 1936  | 1946  | 1954  |
| ----- | ----- | ----- | ----- | ----- | ----- | ----- | ----- | ----- |
| 5 782 | 5 746 | 5 745 | 5 560 | 5 433 | 5 426 | 5 592 | 5 876 | 5 788 |

| 1962  | 1968  | 1975  | 1982  | 1990  | 1999  | 2006  | 2007  | 2012  |
| ----- | ----- | ----- | ----- | ----- | ----- | ----- | ----- | ----- |
| 5 925 | 7 212 | 9 150 | 9 729 | 9 820 | 9 371 | 9 619 | 9 619 | 9 661 |

| 2017  | 2022  | - | - | - | - | - | - | - |
| ----- | ----- | - | - | - | - | - | - | - |
| 9 571 | 9 875 | - | - | - | - | - | - | - |

### Enseignement
La ville de Loudéac dispose de quatre groupes scolaires d'enseignement primaire, ainsi que de deux collèges, trois lycées d'enseignement général et technique et d'une Maison familiale rurale[Quand ?].
- École Jacques-Prévert ;
- École Jules-Verne ;
- École du Centre ;
- École Sainte-Anne ;
- Collège/Lycée/BTS Saint-Joseph ;
- Collège Les Livaudières ;
- Lycée polyvalent Fulgence-Bienvenüe[61] ;
- Lycée Xavier-Grall ;
- Maison familiale rurale.

### Santé
L'hôpital de Loudéac appartient au Centre Hospitalier du Centre Bretagne (Loudéac, Plemet, Pontivy). Un hôpital unique, regroupant celui de Loudéac et de Pontivy, s'est ouvert en mai 2012 sur le site de Kério en Noyal-Pontivy (axe Triskell). Enfin, une Maison libérale de la santé et une Maison de garde assurent une médecine de proximité, regroupant médecins généraux et spécialistes.

### Culture
- Palais des Congrès et de la Culture (750 places)
- Médiathèque
- Cinéma - Quai des Images (2 salles) (cinéma classé Art-et-Essai)
- Bagad de Loudéac - École de Musique Bretonne affiliée à la Bodadeg Ar Sonerion
- École de musique – Moulin à sons
- Ludothèque
- CyberCommune (cours et consultation gratuits)
- Université du Temps libre (conférences et activités multiples)
- Poste Musée Loudéac

### Sports
- Centre aquatique – les Aquatides
- Centre équestre du Pays de Loudéac
- Gymnases
- Hippodrome
- Mur d'escalade
- Palais des sports
- Piste d'athlétisme
- Stade municipaux Louis-Chevé et de Saint-Bugan
- Tennis
- Vélodrome de Bretagne avec sa « piste Henri-Caresmel » de 200 mètres

### Manifestations culturelles et festivités
Depuis 1880, les courses de chevaux se déroulent à l’hippodrome de Calouët, aux alentours de Pâques.
La Passion de Loudéac retrace la vie du Christ, au travers d’un spectacle qui rassemble chaque année, depuis 1914, jusqu’à 2 500 spectateurs.
- Février : Salon de l’habitat
- Mars : Passion de Loudéac (avant Pâques)
- Avril : Courses hippiques (Pâques)
- Mai : Salon du Livre
- Juin : Fête de la Musique
- Juillet / août : Mercredis de Loudia – musique traditionnelle
- Août : Fête du cheval
- Septembre : Forum des associations
- Octobre : Fest'in breizh (festival)
- Décembre : Marché de Noël

## Économie
- Agroalimentaire.

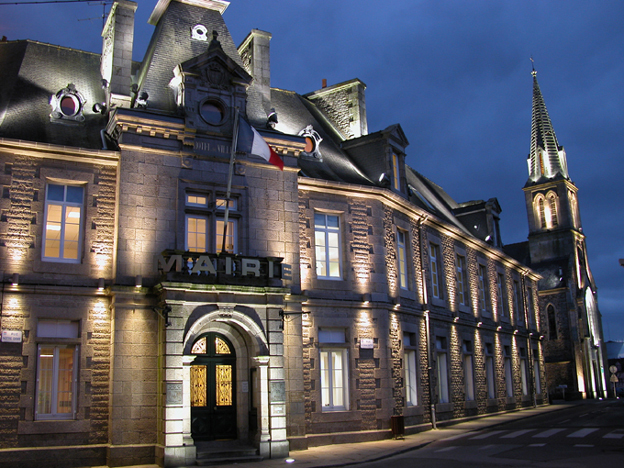
Mairie.

  - Charcuterie/salaison "Argoat Le Hir" (ex-Olida).
  - Abattoir/découpe porc "Loudeac Viandes" .
  - Pâtisserie Ker Cadélac.
  - Laiterie/fromage Entremont Alliance (Groupe Sodiaal) . En 2023 l'usine de Loudéac, à laquelle est associée une autre usine située à Glomel pour la découpe et le conditionnement, à une capacité de production de 18 000 tonnes de fromage à raclette (environ 30 % de la production française), soit 7 500 meules de 8 kg produites chaque jour, grâce à 500 000 litres de lait collecté chaque jour dans les fermes situées dans un rayon de 60 kilomètres ; l'usine emploie en 2023 372 salariés dont une centaine de saisonniers[62].
  - "BioDéac" , unité de méthanisation utilisant les déchets des précédents pour alimenter la ville en biométhane à partir de 2019[63].
- Ébénisterie d'art - Meubles des Ateliers Allot Frères.
- Transports frigorifiques ou spécialisés.
- Constructions métalliques ou de loisirs.
- Santé et nutrition animale.
- Surgélation de légumes et entrepôts frigorifiques.
- Une zone d'activité commerciale (Ker d'Hervé).
- 7 300 emplois dont 89 % d'emplois salariés.[Quand ?]
- 440 entreprises industrielles, artisanales, commerciales ou de services implantées[Quand ?].
- Taux de chômage d'environ 7 %[Quand ?].

Un marché se tient tous les samedis matin en centre-ville.

## Culture locale et patrimoine

### Langues

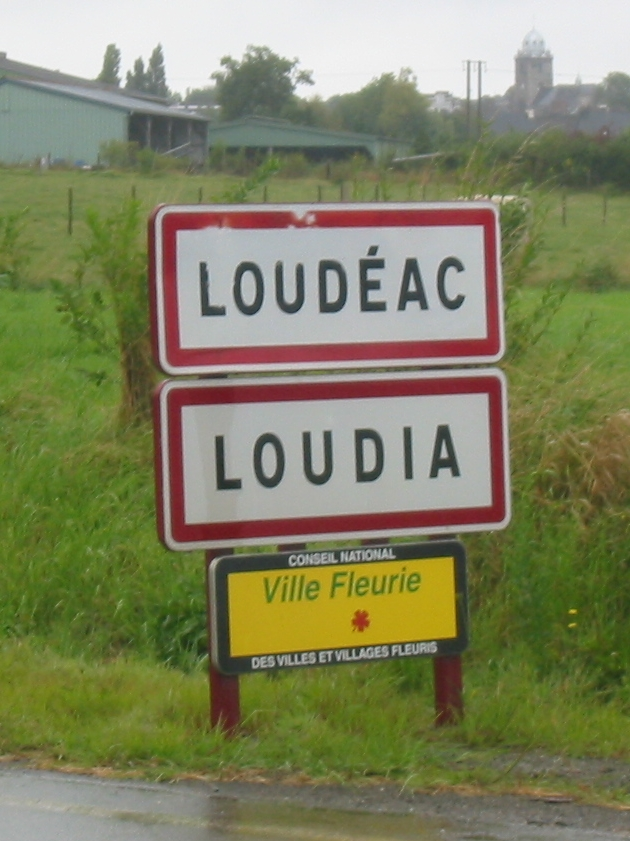
Panneau bilingue en français et en gallo.

Loudéac est situé en pays gallo, à la frontière linguistique qui sépare les régions où l'on parlait le breton (à l'ouest) de celles où l'on parlait le gallo (à l'est). Le gallo est enseigné dans le collège public et les lycées de Loudéac. Le breton a été parlé dans la commune jusqu'au XVe siècle. La commune possède quelques micro-toponymes d'origine bretonne : Boquého, Kerblanc, Kerloïc, Kermelin, Kersuguet, Le Resto, Trémuzon, Trohelleuc.

### Lieux et monuments

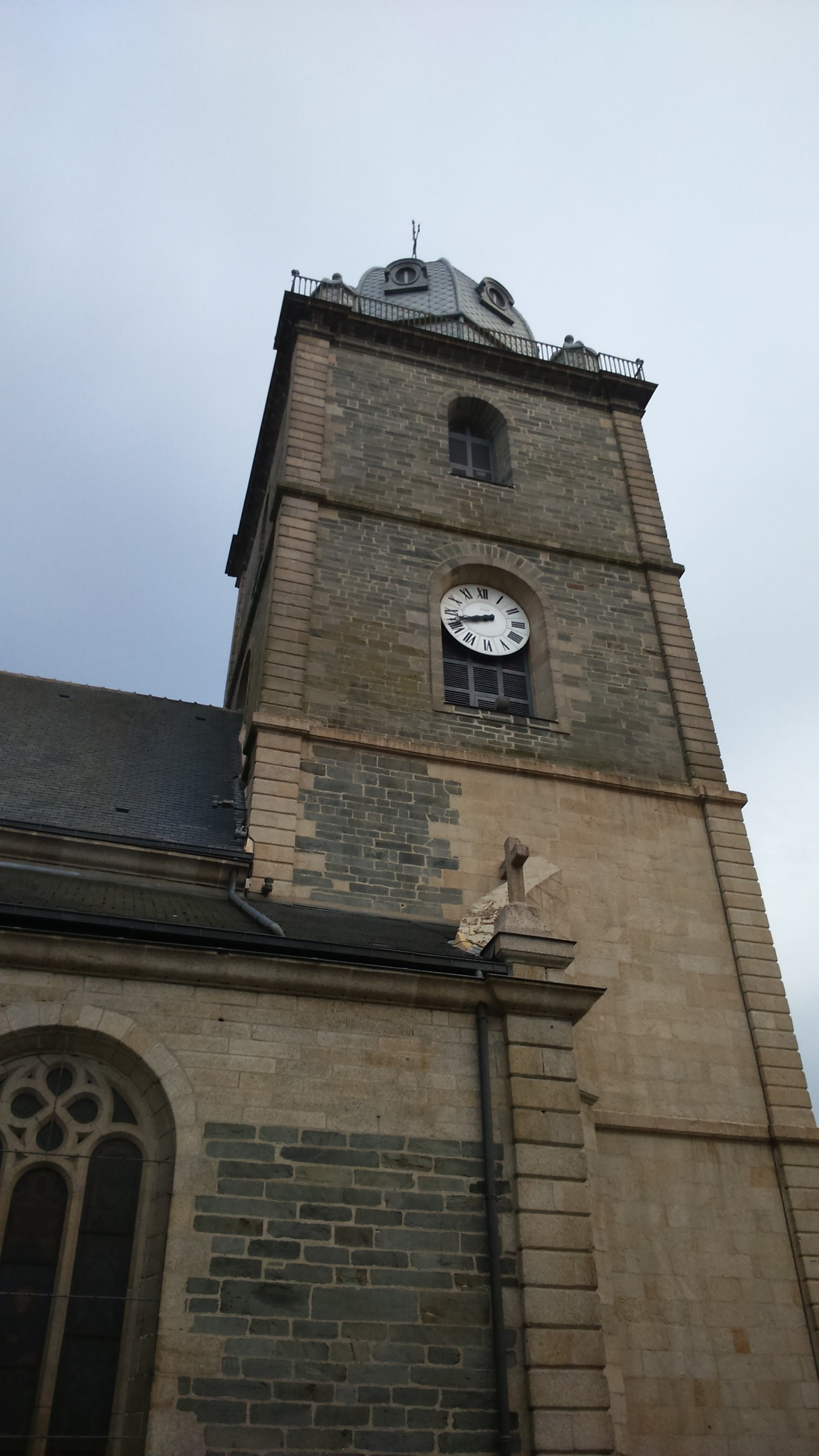
L'église Saint-Nicolas.

### Patrimoine civil
- La gare de Loudéac abrite aujourd'hui le dépôt de l'association des Chemins de fer du Centre-Bretagne (CFCB), qui fait revivre la ligne Saint-Brieuc - Loudéac en organisant des circulations ferroviaires touristiques avec du matériel historique préservé et restauré (autorails).
- Site Aquarev et Camping.
- Maison du Bel-Orient.
- Maison du Général Gautier (1798), située 31, rue de Cadelac.
- Maisons de la rue Pontivy et la maison de 1782, située 33, rue Notre-Dame.
- L'ancienne auberge du Cheval Blanc (1640-1650), située place de l’Église. Cet édifice a servi de corps de garde sous la Révolution.
- Forêt de Loudéac, 2 500 hectares.
- Hôtel de ville, 1903.
- Hôpital (1775), ancien hospice érigé par François Le Baron, seigneur des Hayes.
- Ancien Tribunal d’instance, 1845.
- Trois croix du XXe siècle qui commémorent la bataille de 1591 (les partisans du roi de France contre les ligueurs)
- Château de la Ville-Audrain (XVIe siècle). Propriété de Tristan de Kerguezengor en 1480 et de Jacques de Kerguezengor en 1514.
- Manoir de Ténoquevel (XVIIe siècle)[64].
- Manoir du Plessis ou Plessis-Boudet (XVIIIe siècle). En 1370, le domaine du Plessis-Boudet, situé en bordure ouest de la forêt de Loudéac, appartient au vicomte Jean Ier de Rohan et dépend de la juridiction de La Chèze. 1861 par l'achat de six fermes proches du Plessis[pas clair], puis cédé par héritage à la famille Renoux en 1957.
- Fermes de Launay-Grésillon, 1622, propriété de Jean du Pont en 1442 et de la famille Deserts en 1536, Saint-Maurice (1752), Saint-Hovec (1780), Launay-Grésillon (1751), la Ville-Hervé (1777), Guerrieux (1772).
- Fontaine Saint-Guillaume (XVIIIe et XIXe siècles).
- 9 moulins dont les moulins à eau : de Beauval, du Grésillon, Launay-Belgaut, de Bodin, de Trémuzon, de Launay-Cadelac, de la Ville-Audrain, de Nezy, Forge de Vaublanc.

### Sites archéologiques
- Motte de Cojean.
- Enceinte fortifiée de Cadelac (camp romain).
- Camp de Calouët.
- Souterrain de la Ville-Bougault (âge de fer).
- Dépôts de haches à douille de l'âge du bronze (à la Bellière, à Saint-Bugan, au Clos-Roland et à Limpiguet).

### Patrimoine religieux
- Église Saint-Nicolas, 1746.
- Chapelle Notre-Dame des Vertus, 1878.
- Chapelle de l’Hôpital, 1785.
- Chapelle Saint-Maurice, 1779, vitrail par Plénel d'après un dessin de Victor Boner (1871-1951).
- Chapelle Saint-Guillaume, 1722.
- Chapelle du Menec.
- Chapelle des Parpareux.
- Chapelle de Saint-Cado, 1930.
- Croix et Calvaires.

### Personnalités liées à la commune
Trois résistants nés à Loudéac et membres du maquis Tito, Raymond Pedrono, Marcel Le Hellaye, Louis Winter, sont morts tous les trois en déportation.
- Éon de l'Étoile, né près de Loudéac au début du XIIe siècle, « Robin des bois ».
- Maurice Duault (1115-1191), devenu saint Maurice.
- René-Charles Loncle des Aleux (1753-1794), juge, homme politique né à Loudéac, maire de Moncontour, député des Côtes-du-Nord à la Convention nationale.
- Nicolas Hyacinthe Gautier (1774-1809), général sous Napoléon Ier, mort lors de la bataille de Wagram.
- Alexandre Glais-Bizoin (1800-1877), député de la circonscription de Loudéac en 1831.
- Théophile Bigrel (1802-1861), homme politique.
- Louis-Adolphe Robin-Morhéry (1805-1864), médecin, chansonnier, né à Loudéac.
- Jean Marie Toussaint Pendézec (1842-1913), général, né à Loudéac.
- Joseph Guérard né à Loudéac (1846-1924), évêque de Coutances et Avranches.
- Victor Boner (1871-1951), peintre français, né et mort à Loudéac.
- André Oheix (1882-1915), historien , né à Loudéac[69].
- René Donnio (1889-1934), acteur français, né à Loudéac.
- Jeanne Malivel (1895-1926), artiste, fondatrice des Seiz Breur.
- Yann Sohier (1901-1935), fondateur d'Ar Falz et régionaliste breton, né à Loudéac.
- Marie-Madeleine Dienesch (1914-1998), chevalier de la Légion d'honneur, ambassadrice au Luxembourg, secrétaire d'État, député de Loudéac-Lamballe, conseillère régionale et conseillère générale.
- Marylise Lebranchu, ministre, députée de la quatrième circonscription du Finistère (née à Loudéac en 1947).
- Frank Darcel (1958-2024), musicien pop et producteur français, né à Loudéac.
- Laurent Le Boulc'h (né le 4 septembre 1960 à Loudéac), archevêque de Lille.
- Jacqueline Chevé (1961-2010), femme politique française (conseillère municipale de Loudéac, conseillère régionale de Bretagne, 1re femme élue sénatrice des Côtes-d'Armor.
- Louis Le Franc, né le 15 octobre 1960 à Loudéac, préfet puis Haut-commissaire de la République en Nouvelle-Calédonie en 2024.
- Ludovic Bource (né en 1970), arrangeur et compositeur (il a vécu à Loudéac jusqu'à l'âge de 18 ans).
- Jacques Boireau (1946-2011), écrivain, vécut à Loudéac de 1973 à 1984.
- Fabrice Jeandesboz, coureur cycliste professionnel (né à Loudéac le 4 décembre 1984).
- Sylvain Guillemot, grand chef cuisinier français. Il dirige l'Auberge du Pont d'Acigné à Noyal-sur-Vilaine pour lequel il a deux étoiles au Guide Michelin en 2013.
- Pape Sy, joueur professionnel de basket ball ayant notamment évolué au sein de la franchise américaine NBA Atlanta Hawks.
- Tom Laperche (1997-), skipper français, y est né.

### Héraldique
| Blason | Blasonnement : D'azur à trois fusées d'argent; au chef cousu de gueules chargé de trois macles d'or. |